# RDF: Global Conflict
RDF: Global Conflict est un jeu vidéo d'action sorti en 1994 sur Mega-CD. Le jeu a été développé et édité par Absolute Entertainment. Le joueur est aux commandes d'un tank.